# Ville Sorvali
Ville Sorvali (Helsinki, 13 aprile 1980) è un cantante e bassista finlandese, membro della band viking/folk metal Moonsorrow, per cui scrive anche i testi.
Ville è il cugino di Henri Sorvali, uno dei chitarristi e tastieristi del gruppo.
Oltre al suo lavoro con i Moonsorrow, Ville ha suonato per gli Amoral e i May Withers.